# Raa-atol
Het Raa-atol (Maalhosmadulu Uthuruburi, of Maalhosmadulu NoordZuid) is een bestuurlijke divisie van de Maldiven.
De hoofdstad van het Raa Atol is Ungoofaaru.

## Geografische indeling

### Atollen
Het Raa-atol bestaat uitsluitend uit het noordelijke deel van het Maalhosmadulhu-atol

### Eilanden
Het Raa-atol omvat het 88 eilanden, waarvan er 15 bewoond zijn.

#### Bewoonde eilanden
De volgende bewoonde eilanden maken deel uit van het atol:
1. Alifushi
2. Angolhitheemu
3. Fainu
4. Hulhudhuffaaru
5. Inguraidhoo
6. Innamaadhoo
7. Kandholhudhoo
8. Kinolhas
9. Maakurathu
10. Maduvvaree
11. Meedhoo
12. Rasgetheemu
13. Rasmaadhoo
14. Ungoofaaru
15. Vaadhoo

#### Onbewoonde eilanden
De volgende onbewoonde eilanden maken deel uit van het atol:
1. Aarah
2. Angaagiri
3. Arilundhoo
4. Badaveri
5. Bodufarufinolhu
6. Bodufenmaaembudhoo
7. Bodufushi
8. Boduhaiykodi
9. Boduhuraa
10. Dheburidheythereyvaadhoo
11. Dhekunumaafaru
12. Dhigali
13. Dhikkuredhdhoo
14. Dhinnaafushi
15. Dhoragali
16. Dhuvaafaru
17. Dhuvaafaruhuraa
18. Ekurufushi
19. Eththigili
20. Faarafushi
21. Fasmendhoo
22. Fenfushi
23. Filaidhoo
24. Fuggiri
25. Furaveri
26. Gaaudoodhoo
27. Giraavaru
28. Goyyafaru
29. Guboshi
30. Hiraveri
31. Hulhudhoo
32. Huruvalhi
33. Ifuru
34. Kadoogadu
35. Kothaifaru
36. Kottafaru
37. Kottefaru
38. Kudafushi
39. Kudahaiykodi
40. Kudakurathu
41. Kudalhosgiri
42. Kudathulhaadhoo
43. Kukulhudhoo
44. Kuroshigiri
45. Lhaabugali
46. Lhanbugau
47. Lhohi
48. Liboakandhoo
49. Lundhufushi
50. Maafaru
51. Maamigili
52. Maamunagau
53. Maamunagaufinolhu
54. Maanenfushi
55. Maashigiri
56. Madivaafaru
57. Mahidhoo
58. Meedhupparu
59. Mullaafushi
60. Muravandhoo
61. Neyo
62. Thaavathaa
63. Ufulandhoo
64. Ugulu
65. Uthurumaafaru
66. Vaffushi
67. Vaffushihuraa
68. Viligili
69. Wakkaru

Haa Alif-atol · Haa Dhaalu-atol · Shaviyani-atol · Noonu-atol · Raa-atol · Baa-atol · Lhaviyani-atol · Kaafu-atol · Alif Alif-atol · Alif Dhaal-atol · Vaavu-atol · Meemu-atol · Faafu-atol · Dhaalu-atol · Thaa-atol · Laamu-atol · Gaafu Alif-atol · Gaafu Dhaalu-atol · Gnaviyani-atol · Seenu-atol · Malé